# بیورن شیرنبک
بیورن شیرنبک (انگلیسی: Björn Schierenbeck؛ زادهٔ ۱۲ ژوئیهٔ ۱۹۷۴) بازیکن فوتبال اهل آلمان است.
از باشگاه‌هایی که در آن بازی کرده‌است می‌توان به باشگاه فوتبال گروتر فورث و باشگاه ورزشی وردر برمن اشاره کرد.